# ファフルッディーン・イラーキー
ファフルッディーン・イブラーヒーム・イラーキー（ペルシア語: فخرالدین ابراهیم عراقی、Fakhr al-dīn Ibrahīm‘Irāqī、1211年 - 1289年）は、イランの神秘主義詩人。

## 生涯
1211年、イラン中西部の町ハマダーンでイラーキーは誕生する。
イラーキーは学者の家の出身で、幼少期から才覚を発揮していた。17歳の時、イラーキーは町を訪れていた神秘主義者の遊行僧の一団に加わっていた少年の美しさに魅了され、郷里を捨てて一行に加わり、この事が彼が神秘主義（スーフィズム）に進んだきっかけだといわれている。インドのムルターンに辿り着いたイラーキーはスフラワルディー教団の開祖バハーウッディーン・ザカリーヤーに25年間師事し、ザカリーヤーの娘を娶る。イラーキーはザカリーヤーから後継者に指名されるが他の弟子たちから妬まれ、ムルターンを出て海路メッカ（マッカ）に向かった。
1267年/68年にイラーキーはアナトリア半島のルーム・セルジューク朝の首都コンヤを訪れ、神秘主義者イブン・アラビーの直弟子であるサドルッディーン・クーナウィーから講義を受けた。保護者である貴族ムイーヌッディーンが没した後、イラーキーはコンヤを去ってエジプトのカイロに向かった。カイロではマムルーク朝から厚遇され、その後イラーキーはシリアのダマスカスに滞在する。イラーキーはインドでもうけた息子カビールッディーンとダマスカスで再会するが、まもなく病にかかって没し、彼の遺体はイブン・アラビーの墓のそばに埋葬された。

## 作風
頌詩、抒情詩、四行詩、叙事詩など約5,900句が収録された『イラーキー詩集』、神秘主義思想について述べた散文『閃光（Kitāb al-lamaāt）』、叙事詩『熱愛者の書/恋人たちの書（‘Ushshaq nāma）』がイラーキーの作品として知られている。
イラーキーは情熱的なガザル（抒情詩）で名声を博し、詩集の大半がガザルで占められている。その中でも、イブン・アラビーの思想体系に連なる宇宙生成観、愛をテーマにしたガザルが高い評価を受けている。28の作品からなる『閃光』はイラーキーの主著に数えられており、クーナウィーが論じたイブン・アラビーの『叡智の台座』に衝撃を受けて書いたものだといわれている。『閃光』では愛の理論について述べられているが、その内容は難解であり、15世紀末にティムール朝の詩人ジャーミーによって注釈書が記された。